# Alphonso Davies
Alphonso Boyle Davies (Buduburam, 2 november 2000) is een Canadees-Liberiaans voetballer die doorgaans speelt als linksback. In januari 2019 verruilde hij Vancouver Whitecaps voor Bayern München. Davies maakte in 2017 zijn debuut in het Canadees voetbalelftal.

## Clubcarrière

### Vancouver Whitecaps
Davies werd geboren in een Ghanees vluchtelingenkamp, nadat zijn ouders gevlucht waren uit Liberia. Het gezin verhuisde toen Davies vijf jaar oud was naar Canada, waar het achtereenvolgens ging wonen in Windsor en Edmonton. Daar speelde hij voor Edmonton Internationals en Edmonton Strikers, voor Vancouver Whitecaps hem naar de jeugdopleiding haalde. Eerst speelde Davies daar voor het tweede elftal, maar in 2016 werd hij opgenomen in het eerste elftal van de club. Hij werd ingeschreven voor het Canadian Championship. Hier debuteerde de vleugelspeler voor Whitecaps, toen met 2–0 verloren werd van Ottawa Fury. Later dat jaar tekende Davies, destijds vijftien jaar oud, een contract tot eind 2018, met een optie op twee jaar extra. Toen hij een dag later, op 16 juli 2016, zijn debuut maakte in de Major League Soccer werd hij de op een na jongste speler ooit in die competitie. Alleen Freddy Adu was jonger tijdens diens debuut. In september 2016 maakte hij zijn eerste doelpunt voor Vancouver Whitecaps in de CONCACAF Champions League tegen Sporting Kansas City. 
In het seizoen 2017 speelde hij om de CL beide wedstrijden tegen New York Red Bulls en Tigres UANL. Tegen eerstgenoemde scoorde hij bovendien. In 2017 werd hij door The Guardian opgenomen in de lijst van 60 beste jonge talenten ter wereld. Bovendien kreeg hij interesse van diverse Europese teams. Op 10 juni 2018 was hij goed voor een goal en drie assists in een 5-2 overwinning op Orlando City SC. Op 29 juli scoorde hij tweemaal en gaf hij twee assists tegen Minnesota United FC, dat met 4-2 verslagen werd. Op 1 augustus werd hij voor een oefenwedstrijd tegen Juventus FC opgenomen in het MLS All-Star Teams, waar ook onder meer Zlatan Ibrahimović en David Villa deel van uitmaakten. Davies werd uitgeroepen tot Player of the Year van Vancouver Whitecaps en won eveneens de prijs van Goal of the Year. Op 28 oktober speelde hij zijn laatste wedstrijd voor Vancouver Whitecaps. Hij scoorde beide treffers in een 2-1 overwinning op Portland Timbers. In totaal kwam Davies in drie jaar tot 81 wedstrijden, waarin hij goed was voor twaalf goals en veertien assists.

### Bayern München
Medio 2018 nam Bayern München de Canadees over voor circa 16,25 miljoen euro. Hij tekende een contract tot medio 2023, wat in zou gaan per 1 januari 2019. Hier maakte hij op 27 januari 2019 zijn debuut, toen in de Bundesliga met 4–1 van VfB Stuttgart gewonnen werd. Thiago zette Bayern op voorsprong, maar Anastasios Donis maakte later gelijk. Door een eigen doelpunt van Christian Gentner kwam Bayern voor de tweede maal op voorsprong en Leon Goretzka en Robert Lewandowski zorgden voor de eindstand. Davies begon op de reservebank maar mocht van coach Niko Kovač vier minuten voor tijd invallen voor Kingsley Coman. Op 17 maart maakte hij als invaller tegen Mainz 05 (6–0) zijn eerste doelpunt voor Bayern. 
Vanaf het seizoen 2019/20 werd hij vooral ingezet als linksback. Vanaf die positie kwam hij tot 43 wedstrijden in zijn eerste volledige seizoen voor Bayern. Op 6 november 2019 maakte Davies tegen Olympiakos Piraeus zijn debuut in de UEFA Champions League. Hij won dat seizoen meteen de treble met Bayern: de Bundesliga, DFB-Pokal en de Champions League. Zowel in de bekerfinale tegen Bayer Leverkusen (4–2) als in de Champions League-finale tegen Paris Saint-Germain speelde Davies negentig minuten mee. Een maand na het winnen van de Champions League won Davies met Bayern zowel de UEFA Super Cup als de Duitse Supercup, door respectievelijk Sevilla en Borussia Dortmund te verslaan. Davies speelde in beide wedstrijden mee en leverde tegen Dortmund de assist op de 2–0 van Thomas Müller. In zijn derde seizoen bij Bayern won Davies voor de derde keer de Bundesliga. Hij begon het seizoen 2022/23 met opnieuw een overwinning in de Supercup, ditmaal op RB Leipzig (5–3). Hij leverde opnieuw een assist, ditmaal op de laatste goal van Leroy Sané. In de winterstop van het seizoen 2024/25 waren er geruchten dat Davies zou gaan vertrekken bij Bayern, maar uiteindelijk besloot hij zijn aflopende contract te verlengen tot medio 2030.

## Clubstatistieken
| Seizoen | Club                | Competitie          | Competitie | Competitie | Beker | Beker | Internationaal | Internationaal | Totaal | Totaal |
| Seizoen | Club                | Competitie          | Wed.       | Dlp.       | Wed.  | Dlp.  | Wed.           | Dlp.           | Wed.   | Dlp.   |
| ------- | ------------------- | ------------------- | ---------- | ---------- | ----- | ----- | -------------- | -------------- | ------ | ------ |
| 2016    | Vancouver Whitecaps | Major League Soccer | 8          | 0          | 4     | 0     | —              | —              | 12     | 0      |
| 2017    | Vancouver Whitecaps | Major League Soccer | 27         | 0          | 2     | 2     | 7              | 2              | 36     | 4      |
| 2018    | Vancouver Whitecaps | Major League Soccer | 31         | 8          | 2     | 0     | —              | —              | 33     | 8      |
| 2018/19 | Bayern München      | Bundesliga          | 6          | 1          | 0     | 0     | 0              | 0              | 6      | 1      |
| 2019/20 | Bayern München      | Bundesliga          | 29         | 3          | 6     | 0     | 8              | 0              | 43     | 3      |
| 2020/21 | Bayern München      | Bundesliga          | 23         | 1          | 3     | 0     | 9              | 0              | 35     | 1      |
| 2021/22 | Bayern München      | Bundesliga          | 22         | 0          | 2     | 0     | 7              | 0              | 31     | 0      |
| 2022/23 | Bayern München      | Bundesliga          | 26         | 1          | 3     | 2     | 9              | 0              | 38     | 3      |
| 2023/24 | Bayern München      | Bundesliga          | 29         | 2          | 3     | 0     | 10             | 1              | 35     | 2      |
| 2024/25 | Bayern München      | Bundesliga          | 16         | 1          | 3     | 0     | 6              | 0              | 25     | 1      |
| Totaal  | Totaal              | Totaal              | 217        | 17         | 28    | 4     | 56             | 3              | 301    | 24     |

Bijgewerkt op 5 februari 2025.

## Interlandcarrière
Davies verkreeg begin juni 2017 zijn Canadees paspoort, waarmee hij uit mocht komen in het Canadees voetbalelftal. Zijn debuut volgde een week later, op 13 juni 2017, toen hij onder bondscoach Octavio Zambrano mocht meespelen in de oefeninterland tegen Curaçao (2–1 winst). Rangelo Janga opende de score namens de tegenstanders, maar twee minuten later zorgde Manjrekar James voor de gelijkmaker. In de tweede helft tekende Anthony Jackson-Hamel voor de winnende treffer. Davies begon op de bank maar acht minuten na rust mocht hij invallen voor Raheem Edwards. Met zijn invalbeurt op zestienjarige leeftijd werd hij de jongste speler ooit in het Canadese nationale elftal. Zambrano riep Davies later dat jaar op voor de Gold Cup. In de eerste poulewedstrijd, tegen Frans-Guyana, mocht Davies in de basis beginnen. Dejan Jakovic en Scott Arfield scoorden in de eerste helft om Canada op 0–2 te zetten. In de zestigste minuut maakte Davies zijn eerste interlanddoelpunt. Via Roy Contout en Sloan Privat kwam Frans-Guyana nog bijna langszij, maar Davies maakte vijf minuten voor tijd zijn tweede, waardoor Canada met 2–4 won. Na deze wedstrijd was hij niet alleen de jongste speler, maar ook de jongste doelpuntenmaker ooit in het nationale team. Ook in de tweede groepswedstrijd, tegen Costa Rica, wist Davies doel te treffen. Uiteindelijk werd Canada in de kwartfinale uitgeschakeld door Jamaica. Zijn toenmalige teamgenoten Sam Adekugbe, Russell Teibert, Marcel de Jong (allen eveneens Canada) en Kendall Waston (Costa Rica) deden ook mee aan het toernooi.
In november 2022 werd Davies door bondscoach John Herdman opgenomen in de selectie van Canada voor het WK 2022. Tijdens dit WK werd Canada uitgeschakeld in de groepsfase na nederlagen tegen België, Kroatië en Marokko. Davies kwam in alle drie duels in actie en maakte tegen Kroatië het eerste Canadese WK-doelpunt ooit. Zijn toenmalige clubgenoten Matthijs de Ligt (Nederland), Benjamin Pavard, Dayot Upamecano, Kingsley Coman, Lucas Hernández (allen Frankrijk), Manuel Neuer, Joshua Kimmich, Leon Goretzka, Serge Gnabry, Thomas Müller, Jamal Musiala, Leroy Sané (allen Duitsland), Josip Stanišić (Kroatië), Noussair Mazraoui (Marokko) en Eric Maxim Choupo-Moting (Kameroen) waren ook actief op het toernooi.
Davies maakte in juni 2024 onderdeel uit van de Canadese selectie die bondscoach Jesse Marsch meenam naar de Copa América 2024. Na een nederlaag tegen Argentinië (2–0), een zege op Peru (0–1) en een gelijkspel tegen Chili (0–0) schakelde Canada in de kwartfinales Venezuela uit op strafschoppen. Na een nieuwe nederlaag tegen Argentinië met dezelfde cijfers verloor Canada de wedstrijd om de derde plek tegen Uruguay op strafschoppen. Davies speelde in alle wedstrijden mee.
| Interlands van Alphonso Davies voor Canada | Interlands van Alphonso Davies voor Canada | Interlands van Alphonso Davies voor Canada | Interlands van Alphonso Davies voor Canada | Interlands van Alphonso Davies voor Canada | Interlands van Alphonso Davies voor Canada | Interlands van Alphonso Davies voor Canada |
| №                                          | Datum                                      | Wedstrijd                                  | Uitslag                                    | Competitie                                 | Goals                                      |                                            |
| Als speler bij Vancouver Whitecaps         | Als speler bij Vancouver Whitecaps         | Als speler bij Vancouver Whitecaps         | Als speler bij Vancouver Whitecaps         | Als speler bij Vancouver Whitecaps         | Als speler bij Vancouver Whitecaps         | Als speler bij Vancouver Whitecaps         |
| ------------------------------------------ | ------------------------------------------ | ------------------------------------------ | ------------------------------------------ | ------------------------------------------ | ------------------------------------------ | ------------------------------------------ |
| 1                                          | 13 juni 2017                               | Canada – Curaçao                           | 2 – 1                                      | Vriendschappelijk                          |                                            |                                            |
| 2                                          | 7 juli 2017                                | Frans-Guyana – Canada                      | 2 – 4                                      | Gold Cup 2017                              | 60', 85'                                   |                                            |
| 3                                          | 11 juli 2017                               | Costa Rica – Canada                        | 1 – 1                                      | Gold Cup 2017                              | 26'                                        |                                            |
| 4                                          | 14 juli 2017                               | Canada – Honduras                          | 0 – 0                                      | Gold Cup 2017                              |                                            |                                            |
| 5                                          | 20 juli 2017                               | Jamaica – Canada                           | 2 – 1                                      | Gold Cup 2017                              |                                            |                                            |
| 6                                          | 2 september 2017                           | Canada – Jamaica                           | 2 – 0                                      | Vriendschappelijk                          |                                            |                                            |
| 7                                          | 9 september 2018                           | Amerikaanse Maagdeneilanden – Canada       | 0 – 8                                      | Nations League 2019/20 kwalificatie        |                                            |                                            |
| 8                                          | 16 oktober 2018                            | Canada – Dominica                          | 5 – 0                                      | Nations League 2019/20 kwalificatie        |                                            |                                            |
| 9                                          | 18 november 2018                           | Saint Kitts en Nevis – Canada              | 0 – 1                                      | Nations League 2019/20 kwalificatie        |                                            |                                            |
| Als speler bij Bayern München              |                                            |                                            |                                            |                                            |                                            |                                            |
| 10                                         | 10 juni 2019                               | Trinidad en Tobago – Canada                | 0 – 2                                      | Vriendschappelijk                          |                                            |                                            |
| 11                                         | 16 juni 2019                               | Canada – Martinique                        | 4 – 0                                      | Gold Cup 2019                              |                                            |                                            |
| 12                                         | 19 juni 2019                               | Mexico – Canada                            | 3 – 1                                      | Gold Cup 2019                              |                                            |                                            |
| 13                                         | 23 juni 2019                               | Canada – Cuba                              | 7 – 0                                      | Gold Cup 2019                              |                                            |                                            |
| 14                                         | 29 juni 2019                               | Haïti – Canada                             | 3 – 2                                      | Gold Cup 2019                              |                                            |                                            |
| 15                                         | 7 september 2019                           | Canada – Cuba                              | 6 – 0                                      | Nations League 2019/20                     |                                            |                                            |
| 16                                         | 10 september 2019                          | Cuba – Canada                              | 0 – 1                                      | Nations League 2019/20                     | 9'                                         |                                            |
| 17                                         | 15 oktober 2019                            | Canada – Verenigde Staten                  | 2 – 0                                      | Nations League 2019/20                     | 63'                                        |                                            |
| 18                                         | 15 november 2019                           | Verenigde Staten – Canada                  | 4 – 1                                      | Nations League 2019/20                     |                                            |                                            |
| 19                                         | 25 maart 2021                              | Canada – Bermuda                           | 5 – 1                                      | WK 2022 kwalificatie                       |                                            |                                            |
| 20                                         | 29 maart 2021                              | Kaaimaneilanden – Canada                   | 0 – 11                                     | WK 2022 kwalificatie                       | 27' (pen.), 73'                            |                                            |
| 21                                         | 5 juni 2021                                | Aruba – Canada                             | 0 – 7                                      | WK 2022 kwalificatie                       | 78'                                        |                                            |
| 22                                         | 8 juni 2021                                | Canada – Suriname                          | 4 – 0                                      | WK 2022 kwalificatie                       | 78' (pen.)                                 |                                            |
| 23                                         | 12 juni 2021                               | Haïti – Canada                             | 0 – 1                                      | WK 2022 kwalificatie                       |                                            |                                            |
| 24                                         | 15 juni 2021                               | Canada – Haïti                             | 3 – 0                                      | WK 2022 kwalificatie                       |                                            |                                            |
| 25                                         | 2 september 2021                           | Canada – Honduras                          | 1 – 1                                      | WK 2022 kwalificatie                       |                                            |                                            |
| 26                                         | 5 september 2021                           | Verenigde Staten – Canada                  | 1 – 1                                      | WK 2022 kwalificatie                       |                                            |                                            |
| 27                                         | 7 oktober 2021                             | Mexico – Canada                            | 1 – 1                                      | WK 2022 kwalificatie                       |                                            |                                            |
| 28                                         | 10 oktober 2021                            | Jamaica – Canada                           | 0 – 0                                      | WK 2022 kwalificatie                       |                                            |                                            |
| 29                                         | 13 oktober 2021                            | Canada – Panama                            | 4 – 1                                      | WK 2022 kwalificatie                       | 66'                                        |                                            |
| 30                                         | 12 november 2021                           | Canada – Costa Rica                        | 1 – 0                                      | WK 2022 kwalificatie                       |                                            |                                            |
| 31                                         | 16 november 2021                           | Canada – Mexico                            | 2 – 1                                      | WK 2022 kwalificatie                       |                                            |                                            |
| 32                                         | 10 juni 2022                               | Canada – Curaçao                           | 4 – 0                                      | Nations League 2022/23                     | 27' (pen.), 71'                            |                                            |
| 33                                         | 14 juni 2022                               | Honduras – Canada                          | 2 – 1                                      | Nations League 2022/23                     |                                            |                                            |
| 34                                         | 23 september 2022                          | Qatar – Canada                             | 0 – 2                                      | Vriendschappelijk                          |                                            |                                            |
| 35                                         | 27 september 2022                          | Canada – Uruguay                           | 0 – 2                                      | Vriendschappelijk                          |                                            |                                            |
| 36                                         | 23 november 2022                           | België – Canada                            | 1 – 0                                      | WK 2022                                    |                                            |                                            |
| 37                                         | 27 november 2022                           | Kroatië – Canada                           | 4 – 1                                      | WK 2022                                    | 2'                                         |                                            |
| 38                                         | 1 december 2022                            | Canada – Marokko                           | 1 – 2                                      | WK 2022                                    |                                            |                                            |
| 39                                         | 25 maart 2023                              | Curaçao – Canada                           | 0 – 2                                      | Nations League 2022/23                     |                                            |                                            |
| 40                                         | 28 maart 2023                              | Canada – Honduras                          | 4 – 1                                      | Nations League 2022/23                     |                                            |                                            |
| 41                                         | 15 juni 2023                               | Panama – Canada                            | 0 – 2                                      | Nations League 2022/23                     | 69'                                        |                                            |
| 42                                         | 18 juni 2023                               | Verenigde Staten – Canada                  | 2 – 0                                      | Nations League 2022/23                     |                                            |                                            |
| 43                                         | 13 oktober 2023                            | Japan – Canada                             | 4 – 1                                      | Vriendschappelijk                          |                                            |                                            |
| 44                                         | 18 november 2023                           | Jamaica – Canada                           | 1 – 2                                      | Nations League 2024/25                     |                                            |                                            |
| 45                                         | 21 november 2023                           | Canada – Jamaica                           | 2 – 3                                      | Nations League 2024/25                     | 25'                                        |                                            |
| 46                                         | 23 maart 2024                              | Canada – Trinidad en Tobago                | 2 – 0                                      | Copa América 2024 kwalificatie             |                                            |                                            |
| 47                                         | 6 juni 2024                                | Nederland – Canada                         | 4 – 0                                      | Vriendschappelijk                          |                                            |                                            |
| 48                                         | 9 juni 2024                                | Frankrijk – Canada                         | 0 – 0                                      | Vriendschappelijk                          |                                            |                                            |
| 49                                         | 20 juni 2024                               | Argentinië – Canada                        | 2 – 0                                      | Copa América 2024                          |                                            |                                            |
| 50                                         | 25 juni 2024                               | Peru – Canada                              | 0 – 1                                      | Copa América 2024                          |                                            |                                            |
| 51                                         | 29 juni 2024                               | Canada – Chili                             | 0 – 0                                      | Copa América 2024                          |                                            |                                            |
| 52                                         | 5 juli 2024                                | Venezuela – Canada                         | 1 – 1 (3 – 4 n.s.)                         | Copa América 2024                          |                                            |                                            |
| 53                                         | 9 juli 2024                                | Argentinië – Canada                        | 2 – 0                                      | Copa América 2024                          |                                            |                                            |
| 54                                         | 13 juli 2024                               | Canada – Uruguay                           | 2 – 2 (3 – 4 n.s.)                         | Copa América 2024                          |                                            |                                            |
| 55                                         | 7 september 2024                           | Verenigde Staten – Canada                  | 1 – 2                                      | Vriendschappelijk                          |                                            |                                            |
| 56                                         | 10 september 2024                          | Canada – Mexico                            | 0 – 0                                      | Vriendschappelijk                          |                                            |                                            |
| 57                                         | 15 oktober 2024                            | Canada – Panama                            | 2 – 1                                      | Vriendschappelijk                          |                                            |                                            |

Bijgewerkt op 1 juni 2023.

## Erelijst
| Competitie            |                |                                             |                |                |
| Competitie            | Aantal         | Jaren                                       |                |                |
| Bayern München        | Bayern München | Bayern München                              | Bayern München | Bayern München |
| --------------------- | -------------- | ------------------------------------------- | -------------- | -------------- |
| Bundesliga            | 5              | 2018/19, 2019/20, 2020/21, 2021/22, 2022/23 |                |                |
| DFB-Pokal             | 2              | 2018/19, 2019/20                            |                |                |
| DFL-Supercup          | 3              | 2020, 2021, 2022                            |                |                |
| UEFA Champions League | 1              | 2019/20                                     |                |                |
| UEFA Super Cup        | 1              | 2020                                        |                |                |
| FIFA Club World Cup   | 1              | 2020                                        |                |                |
| Bayern München II     |                |                                             |                |                |
| Regionalliga Bayern   | 1              | 2018/19                                     |                |                |
| 3. Liga               | 1              | 2019/20                                     |                |                |